# Лава-поверх
Лава-поверх (рос. лава-этаж, англ. horizon-face, longwall mining method where the face length is equal to the full height of the level, нім. Streb m, langer Streb m zwischen der Förder- und Wettersohle, Langstrebbau m) – різновид системи розробки пластових покладів лавами за простяганням, при якому в межах крила поверху по висоті розташована одна лава. 
Застосовуються при поверховому способі підготовки шахтних полів по пластах к.к. тонких і середньої потужності, слабко порушених і спокійно залягаючих. 
Розробка за схемою Л.-п. включає виймання ккорисних копалин в очисному вибої прямим (від ствола до межі шахтного поля) або зворотним ходом, установлення або пересування вибійного кріплення, доставку к.к. на штрек, закладення виробленого простору або обвалення покрівлі, проведення верхнього вентиляційного і нижнього відкатного штреків. Довжина Л.-п. до 250 м. 